# Monte Mabu
Der Monte Mabu, englisch Mount Mabu, ist ein erst seit 2005 bekannter etwa 1700 m hoher Berg in der Provinz Zambezia im Norden Mosambiks.
Berichte der ersten wissenschaftlichen Expedition bezeichneten das Gebiet als möglicherweise „den größten Wald mittlerer Höhe im südlichen Afrika“. Die britische Expedition der Royal Botanic Gardens in Kew berichtete nach ihrer Rückkehr aus Mosambik, der von ihr ausschließlich mit Hilfe von Google Earth entdeckte Berg und seine bis dahin nur Einheimischen bekannte circa 7000 Hektar große bewaldete Umgebung böten eine ausgesprochen hohe Biodiversität. Sie berichteten von neuen Insekten- und Schlangenarten, darunter drei neue Arten von Schmetterlingen und einer der Echten Vipern. Stumpfschwanz-Chamäleon, Blauböckchen und Olivnektarvogel seien ihnen begegnet. Weitere Berichte sprachen von „mindestens zehn neuen Spezies ... aller möglichen Arten von Tieren“. Der Monte Mabu beherberge auch mindestens sieben weltweit bedrohte Vogelarten.